# سیارک ۲۱۵۶۰
سیارک ۲۱۵۶۰ (به انگلیسی: 21560 Analyons، نامگذاری:1998QC91) بیست و یک هزار و پانصد و شصتمین سیارک کشف شده‌است که در ۲۸ اوت ۱۹۹۸ کشف شد.
قدر مطلق سیارک برابر ۳۲.۳ است.